# Intef
Intef, Intef starejši ali Intef Veliki (Intef-Aa), sin Ikuja,  je bil tebanski nomarh v Prvem vmesnem obdobju Egipta okoli leta 2150 pr. n. št. in ključna osebnost Enajste dinastije, ki je ponovno združila Egipt.

## Vladanje
Intef starejši ni bil faraon, ampak tebanski nomarh, ki je vladal okoli leta 2150 pr. n. št. Kot tak je služil enemu od vladarjev Osme dinastije ali enemu od herakleopolskih vladarjev Devete ali Desete dinastije.  Vladal je na ozemlju od Teb do Asuana na jugu, na severu pa ne dlje kot do Koptosa, kjer je vladala druga dinastija nomarhov. Zanj velja, da je bil oče Mentuhotepa I., njegovega naslednika na tebanskem prestolu.

## Dokazi
Intef starejši je bil kjučna osebnost in ustanovitelj Enajste dinastije, ki se je začela po njegovi smrti. Njegovo ime je zapisano na primer v kapeli kraljevih prednikov (št. 13) v Karnaku, ki jo je  postavil Tutmozis III. šeststo let po Intefovi smrti. V kapeli se Intef naslavlja z iry-pat (dedni knez)  in hati-a (grof).  Intef starejši je verjetno istoveten z »Intef-Aajem, sinom Iku«, kateremu je kip v sedečem položaju pisarja postavil faraon Senusret I.  Na njem piše:
Postavil kralj Gornjega in Spodnjega Egipta Keperkare kot spomenik svojemu očetu, knezu Inetfu starejšemu [...] sinu Iku.
Intef starejši je bil tudi predmet zasebnih kultov, kar kaže stela Maatija, nižjega uradnika Mentuhotepa II., ki je zdaj  na ogled v Metropolitanskem muzeju umetnosti v New Yorku. Na steli Maati prosi, naj se berejo molitve za  »Intefa starejšega, sina Iku«.  Omenjen je tudi na steli iz Dandere, kjer je naslovljen z »veliki knez južnih dežel«. Del stele je v Strasbourgu (inv. št.  345), drug del pa v Firencah (inv. št. 7595). Pripisovanje te stele Intefu starejšemu je sporno.
Egiptolog Alan Gardiner je domneval, da je Intef starejši omenjen v 12. vrstici 5. kolone Torinskega seznama kraljev. Ker ta del papirusa v celoti manjka, je njegova domneva vprašljiva. 

## Grob
Auguste Mariette je v Dra' Abu el-Naga'ju  zahodno od Teb izkopal stelo »dednega kneza Intefija«, ki je zdaj v Egipčanskem muzeju v Kairu. S stele je razvidno, da je Intef služil neimenovanemu faraonu.  Na njej je napis:
Daritev, ki jo kralj daje Anubisu, ki je nad njegovo goro, ki je na prostoru za balzamiranje, gospodar svetega mesta, ki jo lahko da dednemu knezu, grofu, velikemu gospodarju Tebanskega noma, da bi zadovoljil kralja kot čuvaj južnega prehoda, njegovega velikega stebra, ki ohranja njegovi dve deželi pri življenju,  glavnega preroka, vdanega velikemu bogu Intefu.
Jürgen von Beckerath je prepričan, da gre za Intefovo pokrebno stelo, ki je prvotno stala v kapeli ob njegovem grobu.